# Llista de topònims de Verges
Llista de topònims (noms propis de lloc) del municipi de Verges, al Baix Empordà
Informació actualitzada per un bot. Els canvis manuals es perdran quan s'actualitzi!

## casa
| imatge | Nom           | Ubicat a | instància de | Detalls                                                                   | coordenades                                                                            | Protecció                                  | Commons (més fotos)      | Dades a WD                    |
| ------ | ------------- | -------- | ------------ | ------------------------------------------------------------------------- | -------------------------------------------------------------------------------------- | ------------------------------------------ | ------------------------ | ----------------------------- |
|        | Ca l'Albert   | Verges   | casa         |                                                                           | 42° 03′ 37″ N, 3° 02′ 49″ E / 42.060281°N,3.046865°E                                   | bé integrant del patrimoni cultural català | Ca l'Albert o Can Puntón | Modifica les dades a Wikidata |
|        | Can Batlle    | Verges   | casa         | Estil: gòtic tardà arquitectura barroca arquitectura popular 16th century | 42° 03′ 39″ N, 3° 02′ 49″ E / 42.060866°N,3.046817°E ca:C. Canonge Iglesias, 2 21 msnm | bé integrant del patrimoni cultural català | Can Batlle (Verges)      | Modifica les dades a Wikidata |
|        | Can Font      | Verges   | casa         | Estil: arquitectura popular 18th century                                  | 42° 03′ 41″ N, 3° 02′ 47″ E / 42.061348°N,3.04637°E ca:Pl. Major                       | bé integrant del patrimoni cultural català | Can Font (Verges)        | Modifica les dades a Wikidata |
|        | Can Garcia    | Verges   | casa         |                                                                           | 42° 03′ 40″ N, 3° 02′ 44″ E / 42.06102°N,3.045602°E                                    | bé integrant del patrimoni cultural català |                          | Modifica les dades a Wikidata |
|        | Can Romaguera | Verges   | casa         |                                                                           | 42° 03′ 38″ N, 3° 02′ 47″ E / 42.06042°N,3.046309°E ca:Pl. Genís Muntaner 20 msnm      | bé integrant del patrimoni cultural català | Can Romaguera (Verges)   | Modifica les dades a Wikidata |

## església
| imatge | Nom                          | Ubicat a | instància de | Detalls                                                                                               | coordenades | Protecció                                  | Commons (més fotos)  | Dades a WD                    |
| ------ | ---------------------------- | -------- | ------------ | --- | --- | ------------------------------------------ | -------------------- | ----------------------------- |
|        | Sant Julià i Santa Basilissa | Verges   | església     | Arquitecte: Rafael Masó i Valentí Estil: arquitectura romànica gòtic tardà historicisme arquitectònic | 42° 03′ 39″ N, 3° 02′ 47″ E / 42.060777°N,3.046337°E                                                             | bé cultural d'interès local                | Sant Julià de Verges | Modifica les dades a Wikidata |
|        | Sant Pere de la Vall         | Verges   | església     | Estil: arquitectura romànica                                                                          | 42° 04′ 53″ N, 3° 01′ 19″ E / 42.081277°N,3.022014°E ca:La Vall, a l'esquerra de la ctra. de Verges a Garrigoles | bé integrant del patrimoni cultural català |                      | Modifica les dades a Wikidata |

## granja
| imatge | Nom          | Ubicat a | instància de | Detalls | coordenades                                                         | Protecció | Commons (més fotos) | Dades a WD                    |
| ------ | ------------ | -------- | ------------ | ------- | ------------------------------------------------------------------- | --------- | ------------------- | ----------------------------- |
|        | Granja Grau  | Verges   | granja       |         | 42° 04′ 16″ N, 3° 02′ 08″ E / 42.0709735618203°N,3.0355996511132°E  |           |                     | Modifica les dades a Wikidata |
|        | Granja Puig  | Verges   | granja       |         | 42° 04′ 24″ N, 3° 02′ 01″ E / 42.073252813911°N,3.03363048311108°E  |           |                     | Modifica les dades a Wikidata |
|        | Granja Ribes | Verges   | granja       |         | 42° 04′ 17″ N, 3° 01′ 57″ E / 42.0714788196071°N,3.03260204434283°E |           |                     | Modifica les dades a Wikidata |

## masia
| imatge | Nom             | Ubicat a | instància de | Detalls                     | coordenades | Protecció                                            | Commons (més fotos) | Dades a WD                    |
| ------ | --------------- | -------- | ------------ | --------------------------- | --- | ---------------------------------------------------- | ------------------- | ----------------------------- |
|        | Ca la Peia      | Verges   | masia        |                             | 42° 04′ 07″ N, 3° 03′ 03″ E / 42.0685901283541°N,3.05075631312234°E                                                         |                                                      |                     | Modifica les dades a Wikidata |
|        | Ca n'Eimeric    | Verges   | masia        |                             | 42° 03′ 32″ N, 3° 03′ 33″ E / 42.0587599332167°N,3.05917232153701°E                                                         |                                                      |                     | Modifica les dades a Wikidata |
|        | Can Bou         | Verges   | masia        |                             | 42° 04′ 15″ N, 3° 02′ 17″ E / 42.0709637798741°N,3.03801727859273°E                                                         |                                                      |                     | Modifica les dades a Wikidata |
|        | Can Joan Miquel | Verges   | masia        |                             | 42° 04′ 04″ N, 3° 02′ 51″ E / 42.0678620291684°N,3.04740747456026°E                                                         |                                                      |                     | Modifica les dades a Wikidata |
|        | Can Maçanet     | Verges   | masia        | Estil: arquitectura popular | 42° 04′ 02″ N, 3° 01′ 54″ E / 42.067259°N,3.031628°E                                                                        | bé integrant del patrimoni cultural català           |                     | Modifica les dades a Wikidata |
|        | Can Mostera     | Verges   | masia        |                             | 42° 04′ 02″ N, 3° 02′ 54″ E / 42.0672582320583°N,3.04826523509809°E                                                         |                                                      |                     | Modifica les dades a Wikidata |
|        | Can Perers      | Verges   | masia        |                             | 42° 03′ 29″ N, 3° 02′ 56″ E / 42.0581432802755°N,3.04898347638308°E                                                         |                                                      |                     | Modifica les dades a Wikidata |
|        | Can Sobirós     | Verges   | masia        |                             | 42° 04′ 03″ N, 3° 02′ 49″ E / 42.0674118653359°N,3.04700825243906°E                                                         |                                                      |                     | Modifica les dades a Wikidata |
|        | Mas Fuster      | Verges   | masia        |                             | 42° 04′ 12″ N, 3° 02′ 10″ E / 42.0699556434687°N,3.03616721709939°E                                                         |                                                      |                     | Modifica les dades a Wikidata |
|        | Mas Massaller   | Verges   | masia        | 15th century                | 42° 04′ 52″ N, 3° 01′ 21″ E / 42.081031°N,3.022491°E ca:A l'esquerra del camí de Verges a Garrigoles 26 msnm                | bé d'interès cultural bé cultural d'interès nacional |                     | Modifica les dades a Wikidata |
|        | Mas Massot      | Verges   | masia        |                             | 42° 03′ 58″ N, 3° 01′ 55″ E / 42.0660750784537°N,3.03191030694801°E                                                         |                                                      |                     | Modifica les dades a Wikidata |
|        | Mas Peixet      | Verges   | masia        |                             | 42° 03′ 00″ N, 3° 03′ 18″ E / 42.0500617107743°N,3.0548743569803°E                                                          |                                                      |                     | Modifica les dades a Wikidata |
|        | Mas Pi          | Verges   | masia        |                             | 42° 03′ 42″ N, 3° 02′ 52″ E / 42.061748°N,3.047905°E ca:Cruïlla entre les ctres. C-31 i C-252                               | bé integrant del patrimoni cultural català           | Mas Pi (Verges)     | Modifica les dades a Wikidata |
|        | Mas Rodó        | Verges   | masia        |                             | 42° 03′ 29″ N, 3° 03′ 28″ E / 42.0579860092385°N,3.05791468997551°E                                                         |                                                      |                     | Modifica les dades a Wikidata |
|        | Mas Tibau       | Verges   | masia        |                             | 42° 04′ 03″ N, 3° 02′ 22″ E / 42.0674867427145°N,3.03951405459807°E                                                         |                                                      |                     | Modifica les dades a Wikidata |
|        | Mas Veguer      | Verges   | masia        |                             | 42° 04′ 53″ N, 3° 02′ 15″ E / 42.081252948271°N,3.0375603122962°E                                                           |                                                      |                     | Modifica les dades a Wikidata |
|        | Mas Vicenç      | Verges   | masia        |                             | 42° 05′ 07″ N, 3° 02′ 03″ E / 42.0852673865301°N,3.03415673541303°E                                                         |                                                      |                     | Modifica les dades a Wikidata |
|        | Mas Vilanova    | Verges   | masia        |                             | 42° 04′ 10″ N, 3° 02′ 07″ E / 42.0695415942527°N,3.0353570931046°E                                                          |                                                      |                     | Modifica les dades a Wikidata |
|        | Mas de Dalt     | Verges   | masia        |                             | 42° 04′ 02″ N, 3° 01′ 53″ E / 42.0672370615965°N,3.03141530308886°E                                                         |                                                      |                     | Modifica les dades a Wikidata |
|        | Mas de la Figa  | Verges   | masia        |                             | 42° 04′ 32″ N, 3° 02′ 25″ E / 42.0754482877869°N,3.04023224474086°E                                                         |                                                      |                     | Modifica les dades a Wikidata |
|        | cal Rei         | Verges   | masia        | 14th century                | 42° 04′ 53″ N, 3° 01′ 20″ E / 42.0813°N,3.0222°E ca:Indret de la Vall, a l'esquerra del camí de Verges a Garrigoles 26 msnm | bé d'interès cultural bé cultural d'interès nacional |                     | Modifica les dades a Wikidata |

## molí d'aigua
| imatge | Nom             | Ubicat a | instància de | Detalls                     | coordenades | Protecció                                  | Commons (més fotos) | Dades a WD                    |
| ------ | --------------- | -------- | ------------ | --------------------------- | --- | ------------------------------------------ | ------------------- | ----------------------------- |
|        | Molí de Verges  | Verges   | molí d'aigua |                             | 42° 03′ 37″ N, 3° 02′ 50″ E / 42.060281°N,3.047253°E ca:Carrer Canonge Iglésies, 17 - Ctra. C-252 14 msnm                        | bé cultural d'interès local                | Molí de Verges      | Modifica les dades a Wikidata |
|        | Molí de la Vall | Verges   | molí d'aigua | Estil: arquitectura popular | 42° 04′ 53″ N, 3° 01′ 29″ E / 42.081458°N,3.02471°E ca:A la dreta de la ctra. de Verges a Garrigoles, davant del camí de la Vall | bé integrant del patrimoni cultural català |                     | Modifica les dades a Wikidata |

## muntanya
| imatge | Nom               | Ubicat a | instància de | Detalls | coordenades                                                        | Protecció | Commons (més fotos) | Dades a WD                    |
| ------ | ----------------- | -------- | ------------ | ------- | ------------------------------------------------------------------ | --------- | ------------------- | ----------------------------- |
|        | Puig Rodó         | Verges   | muntanya     |         | 42° 04′ 30″ N, 3° 01′ 56″ E / 42.0751°N,3.0323°E 45.6 msnm         |           |                     | Modifica les dades a Wikidata |
|        | Puig d'en Bastons | Verges   | muntanya     |         | 42° 04′ 49″ N, 3° 02′ 15″ E / 42.08022222°N,3.03739444°E 47.3 msnm |           |                     | Modifica les dades a Wikidata |

## Misc
| imatge | Nom                          | Ubicat a                                                                | instància de                                                                   | Detalls                                                 | coordenades                                                                                             | Protecció                                            | Commons (més fotos)                   | Dades a WD                    |
| ------ | ---------------------------- | ----------------------------------------------------------------------- | ------------------------------------------------------------------------------ | ------------------------------------------------------- | --- | ---------------------------------------------------- | ------------------------------------- | ----------------------------- |
|        | Castell de Verges            | Verges                                                                  | castell                                                                        |                                                         | 42° 03′ 39″ N, 3° 02′ 47″ E / 42.060761°N,3.046339°E 22 msnm                                            | bé d'interès cultural bé cultural d'interès nacional | Castell de Verges                     | Modifica les dades a Wikidata |
|        | Rec del Molí                 | Colomers Jafre Verges la Tallada d'Empordà Bellcaire d'Empordà l'Escala | canal de reg                                                                   |                                                         | 42° 04′ 57″ N, 2° 59′ 20″ E / 42.0826°N,2.98899°E                                                       |                                                      | Rec del Molí (marge esquerre del Ter) | Modifica les dades a Wikidata |
|        | Recinte fortificat de Verges | Verges                                                                  | muralla urbana                                                                 | 13rd century                                            | 42° 03′ 40″ N, 3° 02′ 46″ E / 42.061112°N,3.046152°E                                                    | bé d'interès cultural bé cultural d'interès nacional | Recinte fortificat de Verges          | Modifica les dades a Wikidata |
|        | Ter                          | Ripollès Osona Selva Gironès Baix Empordà                               | curs d'aigua riu principal                                                     | Desemboca: mar Mediterrània Llarg: 208km Conca: 3010km² | 42° 25′ 40″ N, 2° 15′ 24″ E / 42.427778°N,2.256667°E 42° 01′ 24″ N, 3° 11′ 31″ E / 42.02347°N,3.19187°E |                                                      | Ter River                             | Modifica les dades a Wikidata |
|        | Verges                       | Verges                                                                  | entitat singular de població ens local històric de Catalunya capital municipal | 1180 hab                                                | 42° 03′ 46″ N, 3° 02′ 45″ E / 42.06283°N,3.04579°E 16 msnm                                              |                                                      |                                       | Modifica les dades a Wikidata |
|        | casa consistorial de Verges  | Verges                                                                  | casa consistorial                                                              | Estil: neoclassicisme 20th century                      | 42° 03′ 38″ N, 3° 02′ 48″ E / 42.060524°N,3.046653°E ca:Placeta de l'1 d'Octubre, 1 · 17142 20 msnm     | bé integrant del patrimoni cultural català           | Ajuntament de Verges                  | Modifica les dades a Wikidata |
|        | la Vall                      | Verges                                                                  | disseminat                                                                     |                                                         | 42° 04′ 46″ N, 3° 01′ 23″ E / 42.07945548867°N,3.0230516584331°E                                        |                                                      |                                       | Modifica les dades a Wikidata |
|        | plaça de l'Onze de Setembre  | Verges                                                                  | plaça                                                                          |                                                         | 42° 03′ 44″ N, 3° 02′ 42″ E / 42.062272°N,3.045047°E                                                    | bé integrant del patrimoni cultural català           |                                       | Modifica les dades a Wikidata |